# Магдалена (гора)
Гора Магдалена (малай. Gunung Magdalena) — гора з вулканічним конусом, розташована в районі Тавау, Сабах, Малайзія. Висота вулканічної споруди досягає приблизно 1310 м.
З 1979 року є частиною парку Тавау-гілл, в якому відвідувачам пропонують походи в джунглі, де лісова стежка також веде до гір Люсія та Марія.

## Дивіться також
- Список вулканів Малайзії